# Mette Mestad
Mette Mestad, née le 19 novembre 1958, est une biathlète norvégienne. Elle remporte la deuxième édition de la Coupe d'Europe en 1984.

## Biographie
Elle fait partie des pionnières du biathlon, participant aux premières compétitions de biathlon féminin et à la première édition de la Coupe d'Europe en 1982-1983 (ancêtre de la Coupe du monde). En 1984, elle obtient un total de trois podiums individuels, dont une victoire obtenue sur l'individuel de Ruhpolding, ce qui lui vaut le gain du classement général de la Coupe d'Europe, succédant à Gry Østvik.
En trois participations aux Championnats du monde, elle ne gagne aucune médaille, son meilleur résultat étant huitième du sprint en 1984 et 1985.

## Palmarès

### Coupe d'Europe
- Meilleur classement général : vainqueur en 1984[1].
- 3 podiums individuels : 1 victoire, 1 deuxième place et 1 troisième place[2].

### National
- 7 titres individuels de 1979 à 1985[3].